# Kabaret Tiruriru
Kabaret Tiruriru – polski kabaret powstały w 2011 roku w Zielonej Górze, bezpośrednio wywodzący się z Formacji BIS autonomiczna formacja wchodząca w skład Zielonogórskiego Zagłębia Kabaretowego. 
Program „Uroda, Sława i Pieniądze” został zauważony na kabaretonie Mulatka i zdobył główną nagrodę festiwalu — Grand Prix. Kabaret został również doceniony na Lidzbarskich Wieczorach Humoru i Satyry, gdzie otrzymał wyróżnienie za skecz „Wybory”.

## Skład kabaretu
- Łukasz Dołęga,
- Bartek Sikora,
- Piotr Zdanowicz,
- Marcin Woźny,
- Olga Dawidowicz,
- Magdalena Kędzia (do listopada 2011)

## Nagrody i wyróżnienia
Program „Uroda, Sława i Pieniądze"
- 2011 - Grand Prix na kabaretonie Mulatka
- 2011 - wyróżnienie na Lidzbarskich Wieczorach Humoru i Satyry
- 2011 - III miejsce Manewry Kabaretowe
- 2011 - Przegląd Kabaretowy Stolica - III miejsce
- 2011 - SZPAK Szczecin - Nagroda Primus Inter Accousticum